# Malko Kadievo, Stara Zagora
Malko Kadievo (în bulgară Малко Кадиево) este un sat în comuna Stara Zagora, regiunea Stara Zagora,  Bulgaria. 

## Demografie
Componența etnică a satului Malko Kadievo
     Bulgari (98,44%)
     Nicio identificare (1,55%)
     Altele (0%)
La recensământul din 2011, populația satului Malko Kadievo era de 258 locuitori. Din punct de vedere etnic, majoritatea locuitorilor (98,44%) erau bulgari. Pentru 1,55% din locuitori nu este cunoscută apartenența etnică.